# Eugène Le Fer de La Motte
Eugène-Louis-Marie Le Fer de La Motte (né à Saint-Servan, le 25 novembre 1867 et mort à Saint-Étienne-de-Montluc, le 20 juillet 1936), est un prélat français des XIXe et XXe siècles.
Il est évêque de Nantes de 1914 à 1935.

## Biographie
Descendant du maire de Saint-Malo Pierre Le Fer de La Motte, Eugène Le Fer de La Motte est le neveu de Paul Pointel. Après ses études à l'école secondaire des Cordeliers de Dinan, il est admis au séminaire de Saint-Brieuc en 1887. Il part, l'année suivante, poursuivre ses études à Rome où, pendant quatre ans, il suit les cours du séminaire français. Son apprentissage est couronné de succès : docteur en théologie et en philosophie à l'académie Saint-Thomas d'Aquin, bachelier en droit canonique, il obtient la reconnaissance de ses pairs et est lauréat de divers concours internationaux de sciences religieuses.

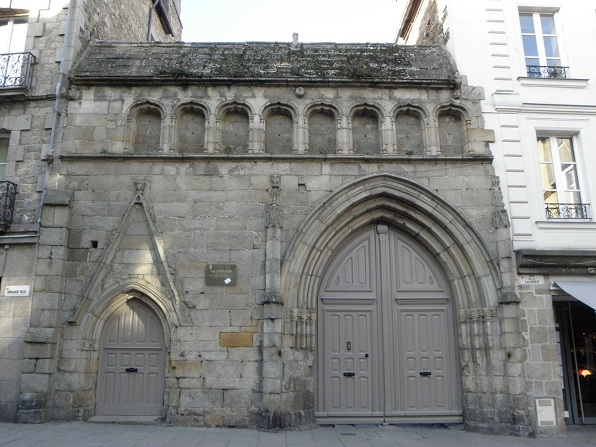
Le portail gothique de l'ancien couvent des Cordeliers de Dinan, où est installé le collège des Cordeliers.

Ordonné prêtre, le 23 mai 1891, en l'archibasilique Saint-Jean-de-Latran, il rentre en France où il retrouve les établissements qu'il avait fréquentés comme élève. Il enseigne d'abord la philosophie au séminaire de Saint-Brieuc (1892-1896), avant de devenir, à la rentrée de 1896, supérieur de son ancienne école des Cordeliers. Il dirige cette école pendant dix-huit ans, la développe et la défend âprement lors de la séparation des Églises et de l'État (1905).

La Motte est appelé à succéder à Pierre-Émile Rouard au siège épiscopal de Nantes le 28 mai 1914.

« Sans ambition, il fit tout ce qu'il put pour éviter cette promotion, mais il dut s'incliner, alors qu'il eut bien préférer rester aux Cordeliers »

— Mayeur, Hilaire & Lagrée, Dictionnaire du monde religieux dans la France contemporaine
Il est tout de même sacré, le 5 novembre 1914 en sa cathédrale de Nantes, par son métropolitain, Albert Nègre (archevêque de Tours), assisté d'Alcime-Armand-Pierre-Henri Gouraud (évêque de Vannes) et de Jules-Laurent-Benjamin Morelle (évêque de Saint-Brieuc).
Son épiscopat entamé au moment de la Première Guerre mondiale, La Motte a d'excellents rapports avec le commandement des troupes américaines qui débarquent à Nantes.

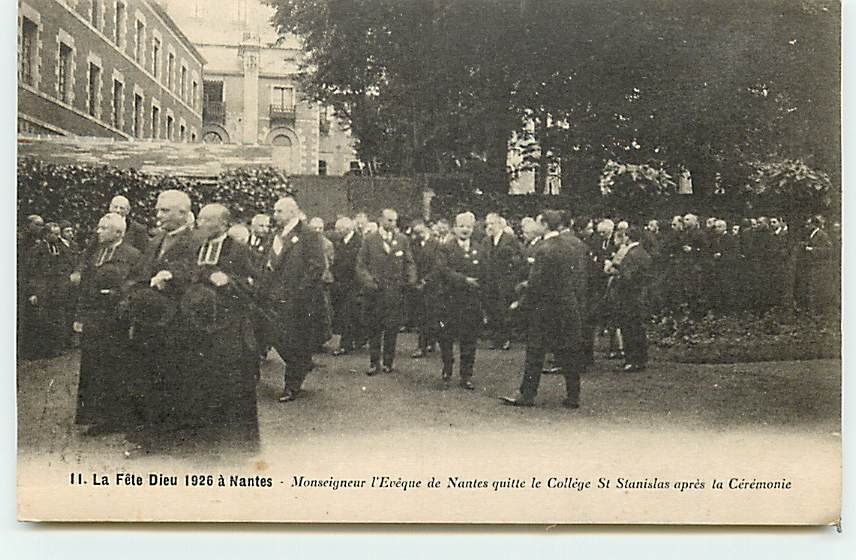
Fête-Dieu à Nantes en 1926 avec Eugène de La Motte

Comme beaucoup de catholiques à cette époque, il soutient la droite aux élections législatives françaises de 1919 : il est donc accusé d'intégrisme par la gauche. Comme le pape Pie X, c'est un adversaire résolu « de la politique anticléricale et l'un des derniers représentants de cet épiscopat de combat, même s'il admet la légitimité des institutions républicaines ». « D'une intelligence pénétrante, de culture étendue, à la fois théologien et juriste, cet évêque au caractère ferme ne transigea jamais dès que les droits de l'Église lui semblaient menacés, aussi parut-il, à son époque et yeux de ses diocésains, comme le champion des idées ecclésiastiques ». Il est par exemple l’instigateur de la manifestation du 1er mars 1925, qui réunit, d'après certaines estimations 80 000 personnes. Au fait de la législation française, il va jusqu'à recourir au conseil d'État afin de rétablir les processions de la Fête-Dieu de Nantes, Saint-Nazaire et Trignac.
Vers 1928, La Motte décide d'interdire, dans les représentations théâtrales organisées par ses paroissiens, la présence simultanée d'acteurs de sexe opposé, contraignant les hommes à jouer le rôle des femmes. Homme attaché au passé, il rencontre des difficultés lorsque l'Action française est condamnée par Pie XI.
En tant qu'évêque de Nantes, il préside les congrès des syndicats chrétiens en 1924 et 1928, mais ses allocutions traduisent des réserves à l'égard de la CFTC. Réserves que nous retrouvons chez les patrons catholiques de son diocèse. Le Fer de La Motte est également peu favorable aux mouvements spécialisés, style JOC, ACJF, … Le clergé nantais est souvent favorable à la propagation de la foi outre-mer, à commencer par l'évêque de Nantes, Le Fer de La Motte, ou le père Martin, qui fonde une société de missionnaires.

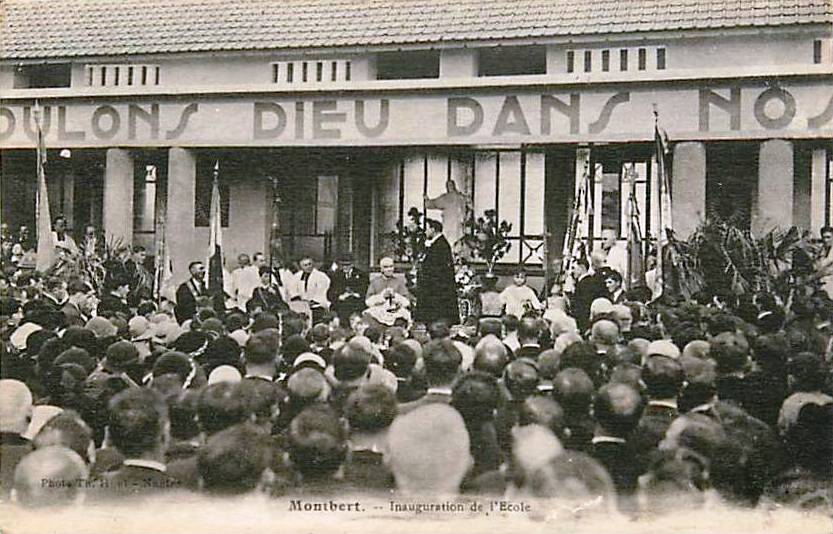
Inauguration de l'école du Sacré-Cœur à Montbert, 1932.Sur le fronton : Nous voulons Dieu dans nos écoles.

Il développe d'autre part l'enseignement catholique dans son diocèse. Évêque bâtisseur d'écoles, il apporte tous ses soins, après avoir reconstitué ses séminaires, à l'extension de l'enseignement libre, suscitant la fondation de plus d'une centaine d'écoles primaires paroissiales, développant l'enseignement secondaire, tant à Saint-Nazaire qu'à Nantes, favorisant enfin dans ces deux villes l'essor de l'enseignement technique : institut catholique technique, écoles industrielles et ménagères. Il fait allusion, dans sa lettre d'adieu à ses diocésains à « cette grande œuvre de l'éducation par l'école chrétienne que j'ai tant aimée ». En 1930, l'« Ordo » diocésain indique que sur 265 paroisses, il n'en reste plus que 31 à ne pas être dotées d'écoles chrétiennes. Par son travail, il y a plus de 80 instituteurs-vicaires dans son diocèse.
L'évêque organise aussi des pèlerinages à Lisieux. C'est à la suite de l'un de ces pèlerinages, effectué par l’abbé Larose, que Le Fer de La Motte prend la décision de placer sous le patronage de sainte Thérèse de l’Enfant-Jésus la nouvelle paroisse Sainte-Thérèse érigée (1935) pour faire face à l'urbanisation de ce quartier nord-ouest de la ville de Nantes.
Le Fer de La Motte démissionne le 8 juillet 1935, à l'âge de 67 ans. Jean-Joseph-Léonce Villepelet lui succède.

## Publications
L'évêque de Nantes est l'auteur de :
- Allocution prononcée par M. l'abbé E. Le Fer de La Motte : au mariage de Mlle Marie Pleuvier de La Pontais et de M. Albert Le Fer de La Motte, dans l'église de Notre-Dame à Rennes, le 18 octobre 1890, Impr. E. Prost, 1899, 20 p. (lire en ligne) ;
- Lettre pastorale de Mgr l'Évêque de Nantes sur la guerre et le retour à Dieu et Mandement pour le Carême, Impr. de C. Mellinet, 1916, 31 p. (lire en ligne) ;
- Lettre pastorale de Mgr l'Évêque de Nantes et Mandement de Carême, Mellinet, 1917, 29 p. (lire en ligne) ;
- Lettre pastorale de Mgr l'Évêque de Nantes sur N.T.S.P. le Pape et Mandement pour le Carême, Impr. de Biroché, 1919, 37 p. (lire en ligne) ;
- Eugène Le Fer de La Motte et Gonzalve Gonzalve Vallée, Une Enfant de Notre-Dame : mère Élisabeth de la Trinité, prieure du Carmel de Nantes (1881-1919), Téqui, 1920, 331 p. (lire en ligne) ;
- Lettre pastorale de Mgr l'Évêque de Nantes sur Dieu, suprême législateur, et Mandement pour le Carême, Impr. de Biroché, 1921, 54 p. (lire en ligne) ;
- Allocution prononcée dans la cathédrale de Saint-Brieuc, Impr. R. Prud'homme, 1924, 8 p. ;
- Lettre pastorale de Mgr l'Évêque de Nantes après son pèlerinage à Rome et Mandement pour le Carême, Impr. C. Mellinet, Jégo et Mas, 1925, 29 p. (lire en ligne) ;
- Allocution prononcée par Mgr Le Fer de La Motte : au mariage de M. Pierre Héron de Villefosse et de Mlle Marguerite Le Fer de La Motte le 23 juillet 1925, Impr. F. Simon, 1925, 18 p. (lire en ligne) ;
- Abbé Marcel Gauthier et Eugène Le Fer de La Motte, Une âme sacerdotale, : le chanoine Jean-Marie Tessier, curé d'Erbray (1843-1927), Impr. du Nouvelliste, 1927, 64 p. (lire en ligne) ;
- Lettre pastorale : La première des œuvres (l'enseignement chrétien), Impr. C. Mellinet, Jégo et Mas, 1933, 27 p. (lire en ligne) ;

## Lignée épiscopale
Le Fer de La Motte fut consacré, le 5 novembre 1914, par Albert Nègre.
1. Eugène-Louis-Marie Le Fer de la Motte (1914)
2. l'archevêque Albert Nègre (1908)
3. Charles du Pont de Ligonnès (1906)
4. Giuseppe Melchiorre Sarto (pape sous le nom de Pie X)  (1884)
5. Lucido Maria Parocchi (1871)
6. Costantino Patrizi Naro (1828)
7. Carlo Odescalchi (1823)
8. Giulio Maria della Somaglia (1788)
9. Hyacinthe-Sigismond Gerdil  (1777)
10. Marcantonio Colonna (1762)
11. Carlo della Torre di Rezzonico (pape sous le nom de Clément XIII) (1743)
12. Prospero Lorenzo Lambertini (pape sous le nom de Benoît XIV) (1724)
13. Pietro Francesco (Vincenzo Maria) Orsini de Gravina (pape sous le nom de Benoît XIII) (1675)
14. Paluzzo Paluzzi Altieri Degli Albertoni (1666)
15. Ulderico Carpegna (1630)
16. Luigi Caetani (1622)
17. Ludovico Ludovisi (1621)
18. l'archevêque Galeazzo Sanvitale (1604)
19. Girolamo Bernerio (1586)
20. Giulio Antonio Santorio (1566)
21. Scipione Rebiba ;

## Armoiries
| Image | Armoiries |
| ----- | --- |
|       | Armes de la famille Le Fer Échiqueté d'or et de gueules, OuÉchiqueté d'argent et d'azur. |
|       | Armes de Le Fer de La Motte, telles qu'elles sont représentées dans le chœur de l'église de Montbert : Écartelé : aux I et IV, échiqueté d'or et de gueules (Le Fer) ; au II, de gueules au vaisseau équipé d'or, habillé d'hermine, voguant sur une mer de sinople mouvante de la pointe et ondée d'argent, au chef aussi d'hermine (Nantes) ; au III, d'argent de chef de gueules. |